# Plaza de los Mártires (Maharashtra)
La plaza de los Mártires (en maratí: हुतात्मा चौक) es el nombre oficial de una plaza en el sur de Mumbai, Maharashtra, en la India.
La plaza alberga la Fuente de Flora y era conocida por ese nombre hasta 1960. Su nombre se cambió oficialmente en 1960 en memoria de los miembros de la Samyukta Maharashtra Samiti (Comité unido de Maharashtra), que perdieron la vida cuando la policía disparó sobre su manifestación pacífica. Una estatua de un "mártir con una llama" se encuentra junto a la fuente de la Flora.